# Paul Marmottan

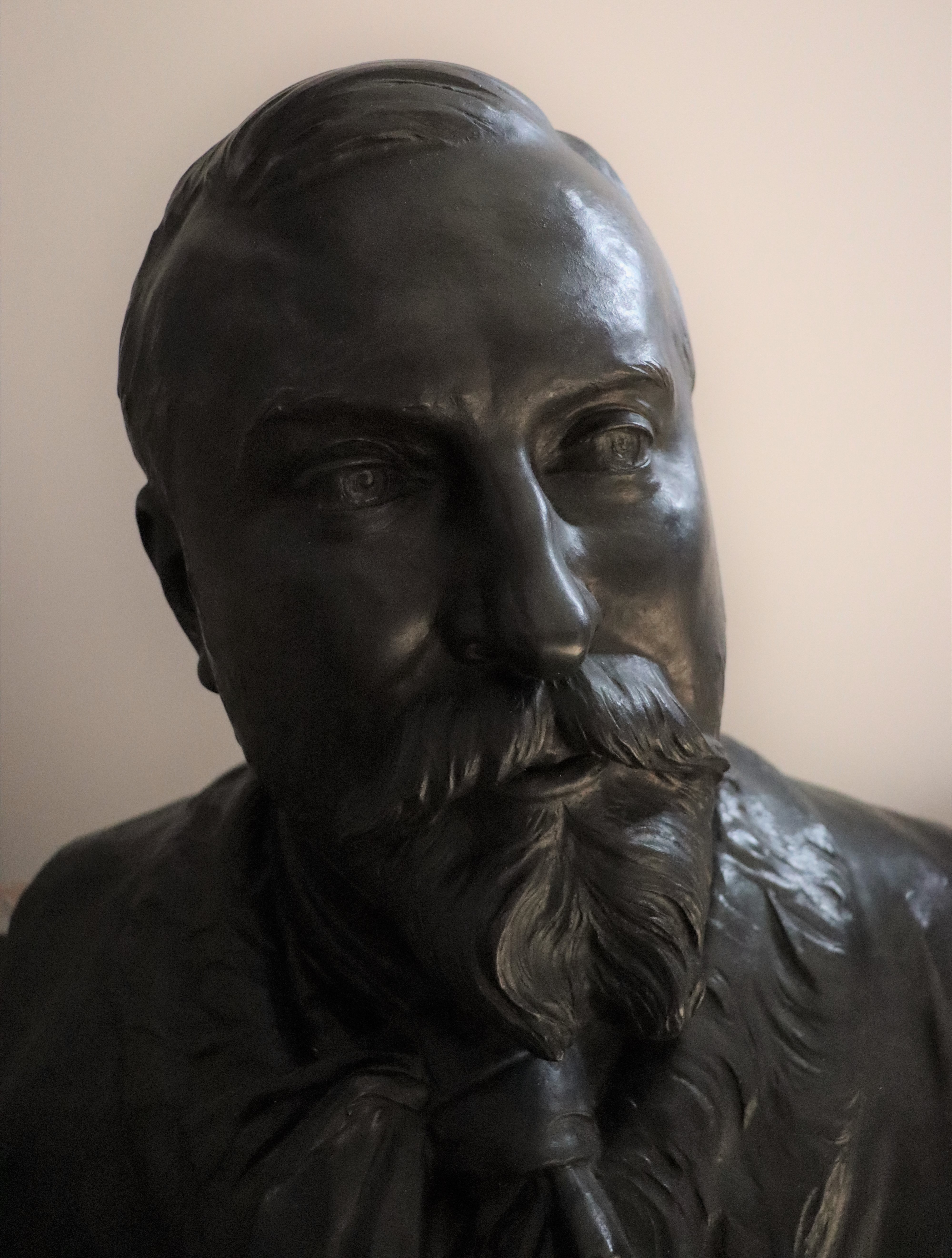
Paul Marmottan. Skulptur von Gustave Crauk.

Paul Albert Jules Marmottan (geboren am 26. August 1856 in Paris; gestorben am 15. März 1932 ebenda) war ein französischer Kunsthistoriker, Sammler und Mäzen. Er war ein Vorreiter bei der Erforschung der Epoche des Ersten Kaiserreichs. Bei seinem Tod vermachte er seine Sammlung, sein Pariser Wohnhaus und seine Villa in Boulogne der Académie des beaux-arts, die daraus das Musée Marmottan-Monet und die Bibliothèque Marmottan errichtete. Seine Schenkungen ermöglichten außerdem die Gründung des Marmottan-Krankenhauses.

## Leben

### Ausbildung
Paul Marmottan wurde am 26. August 1856 in Paris als Sohn von Jules Marmottan geboren, einem reichen Industriellen, der eine Minengesellschaft in Nordfrankreich leitete. Von 1865 bis 1874 besuchte er das Collège de Juilly, 1870 unterbrochen von einem Aufenthalt in Bonn, bevor der französisch-preußische Krieg seine plötzliche Rückkehr in die Heimat zur Folge hatte. Nach dem Krieg nahm Paul Marmottan seine Auslandsreisen bald wieder auf. Mit zwanzig Jahren hatte er bereits mehrmals Deutschland, Italien und zweimal Ägypten besucht.

### Eine kurze Karriere in der Verwaltung
Wie viele gebildete junge Männer seiner Zeit veröffentlichte er 1877 im Selbstverlag eine Sammlung von Gedichten mit dem Titel Les Primevères. Als Bewohner des 16. Pariser Arrondissements verfasste er die Abhandlung „Nouvelles Chroniques de Passy“, die von 1879 bis 1882 in Fortsetzungen in Zeitschriften erschienen. Nach dem Studium der Rechtswissenschaften an der Universität Aix-en-Provence arbeitete er ab 1880 im Büro des Präfekten des Départements Vaucluse und war gleichzeitig Referendar am Berufungsgericht in Paris. Dank der Unterstützung seines Onkels väterlicherseits, des Abgeordneten des Départements Seine Henri Marmottan, wurde er 1882 Berater der Präfektur des Departements Eure. Diese Karriere, die er unter dem Druck seiner Familie einschlug, begeisterte ihn jedoch keineswegs. Er fühlte sich „viel mehr zu den delikaten Vorlieben des Künstlers, des Sammlers und des Literaten hingezogen als zu den oft unruhigen Regionen der Politik oder den zu engen Regionen des Funktionärswesens“.

### Der Sammler

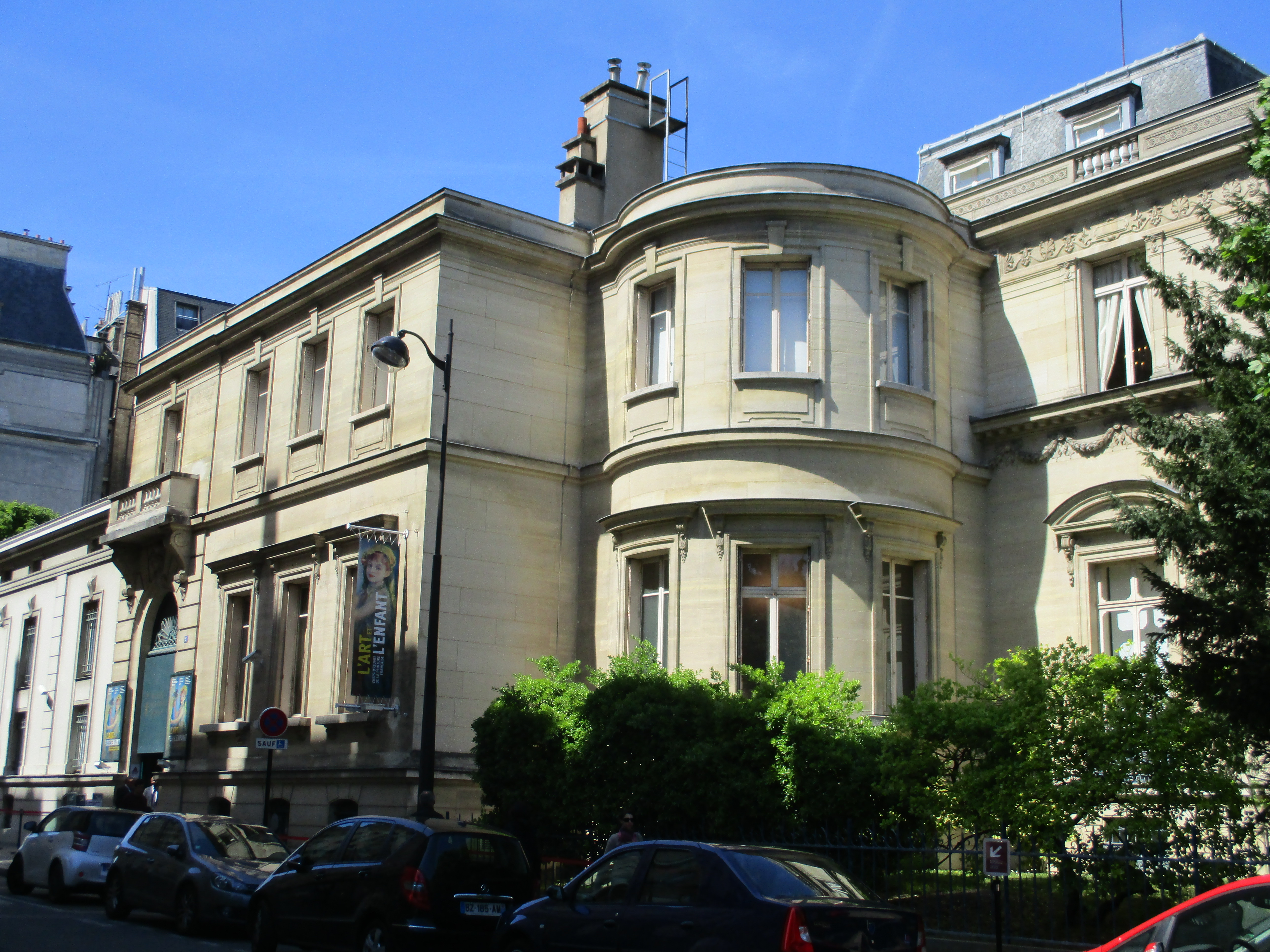
Musée Marmottan-Monet

Nach dem Tod seines Vaters am 10. März 1883 beendete Marmottan seine Arbeit im öffentlichen Dienst. Als Erbe eines großen Vermögens zog er in das Jagdhaus, das Jules Marmottan im Jahr zuvor am Rande des Bois de Boulogne gekauft hatte, und widmete sich von nun an ganz seiner Leidenschaft für die Geschichte und Kunst des Ersten Kaiserreichs. Wie sein Vater vor ihm, begann er eine Sammlung, die „angesichts der Größe seiner finanziellen Mittel“ durch ihre Bescheidenheit überraschte: „Während er sich ohne Weiteres große Werke“ berühmter Meister hätte leisten können, zog er es vor, eine jüngere und damals vernachlässigte Epoche zu erforschen. Da er aus dem Norden stammte, war es nur logisch, dass er sich für die Maler dieser Region zwischen dem Ende des 18. und dem Beginn des 19. Jahrhunderts interessierte und 1889 die erste Biografie über Louis Joseph Watteau aus Lille veröffentlichte. Er kaufte mehrere Gemälde der neoklassischen Landschaftsmaler, über die er 1886 das Grundlagenwerk L’École française de peinture (1789–1830) verfasste, bevor er eine Forschungsarbeit über Pierre-Henri de Valenciennes veröffentlichte. Insgesamt erwarb er eine Reihe von Gemälden, Möbeln und Gegenständen aus der napoleonischen Zeit und richtete damit Anfang des Jahrhunderts sein Haus ein. Dazu gehören die sechs großen Darstellungen der kaiserlichen Paläste, die Jean Joseph Xavier Bidauld in Zusammenarbeit mit Carle Vernet und Louis Boilly malte. Boilly wurde zu einem von Marmottans bevorzugten Künstlern, von dem er schließlich etwa 30 seiner Porträts zusammenstellte und 1913 eine Monografie über den Maler – wiederum die erste – verfasste. Im selben Jahr wurde die Straße an der sein Haus lag, das durch den Kauf von Nachbargrundstücken zu einer luxuriösen Villa umgebaut wurde – heute das Musée Marmottan-Monet – nach dem Maler benannt. Mit der Idee, dass das sogenannte napoleonische Europa „nicht nur eine momentane Erscheinung, sondern der Ort einer entscheidenden Veränderung zu einer modernen Welt“ war, reiste Marmottan unermüdlich durch Europa, um so viele Zeugnisse dieser Epoche wie möglich zu sammeln. 1892 reiste er auf den Spuren des Kaisers und seiner Grande Armée bis nach Polen und Russland.

### Der Historiker und der Kunsthistoriker

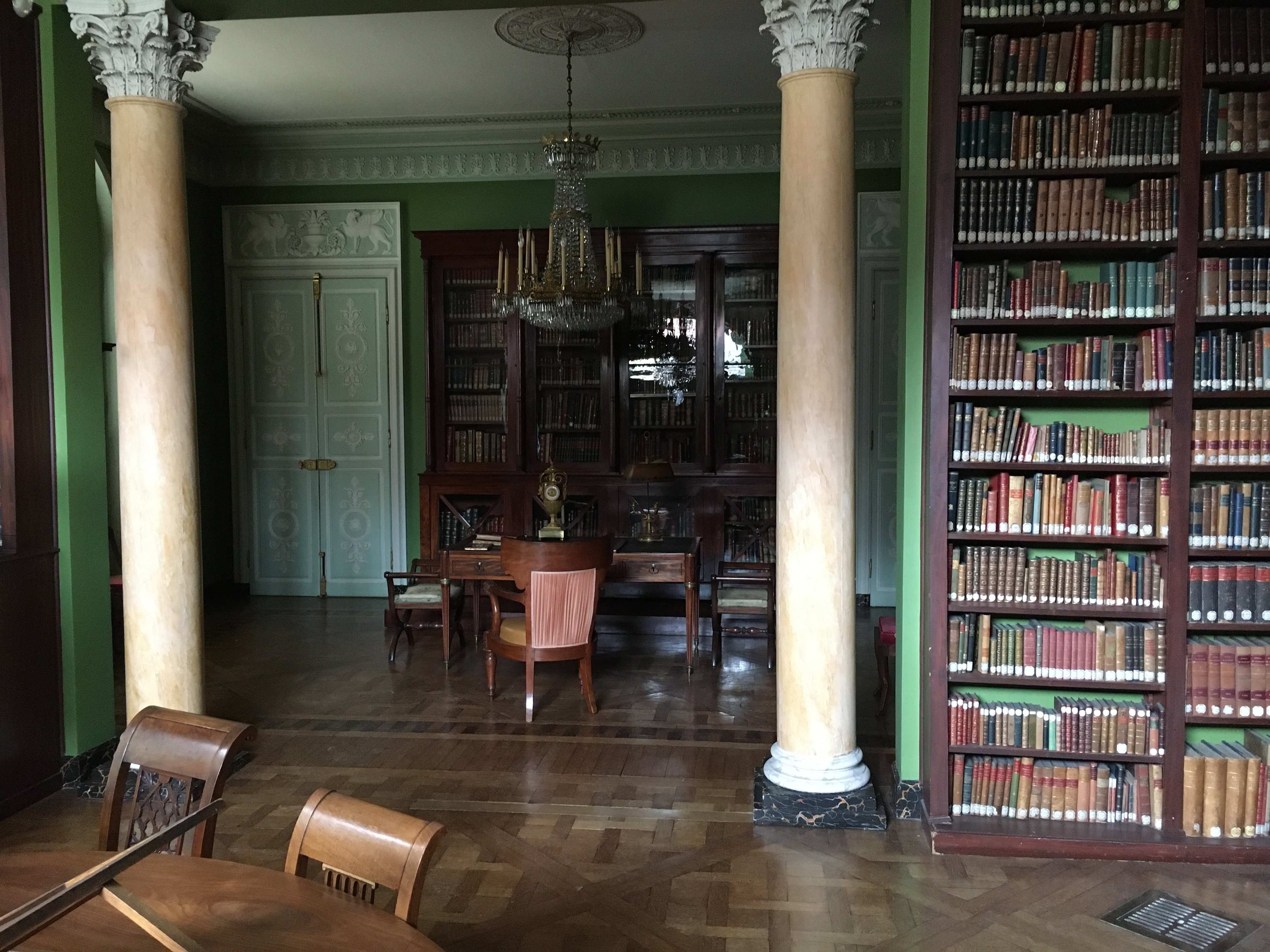
Cabinet de travail der Bibliothèque Marmottan.

Als Forscher trug er Tausende von Büchern und Schriftstücken aus der napoleonischen Zeit zusammen. Den Großteil dieser Materialien sammelte er in der Villa, die er sich in den 1910er Jahren in Boulogne-sur-Seine bauen ließ (heute die Bibliothèque Marmottan), und die er im Empire-Stil einrichtete. Dabei wurde er zu einem der besten Kenner des Empire, sowohl was seine Geschichte als auch was seine Kunst und Verwaltung betrifft. „Ohne die Militärgeschichte zu vernachlässigen“, interessierte er sich besonders für die materielle Organisation der eroberten Länder: „Bei Napoleon ist es der Verwalter, den er noch mehr bewundert als den [...] Eroberer. Deshalb sammelt er [...] in den Regalen seiner Bibliothek diese Jahrbücher, statistischen Tabellen, Wörterbücher, Kalender, Karten, Berichte, Urkunden, Zeitungen, Reiseberichte usw.“. Seine Methode in der Kunstgeschichte war für die damalige Zeit innovativ, da er stets versuchte, seine Aussagen durch Belege zu beweisen, die er in seinen Werken in extenso zitierte oder sogar durch Fotografien reproduzierte. Seine Arbeit führte dazu, dass er sich zudem in Vereinigungen engagierte. Als Gründungsmitglied der Société de la Sabretache im Jahr 1890 – aus der das Musée historique de l’Armée, der Vorläufer des Musée de l’Armée, hervorging – wurde Marmottan 1894 zum Offizier der öffentlichen Bildung ernannt. Er war außerdem Vorstandsmitglied der Société des amis des monuments parisiens (1889–1900), Vizepräsident (1906) und später Präsident (1911–1913) der Société historique d’Auteuil et de Passy, Mitglied der Société historique et archéologique des VIIIe et XVIIe arrondissements (1908) und schließlich von 1913 bis zu seinem Tod Mitglied der Commission du Vieux-Paris.

### Der Mäzen

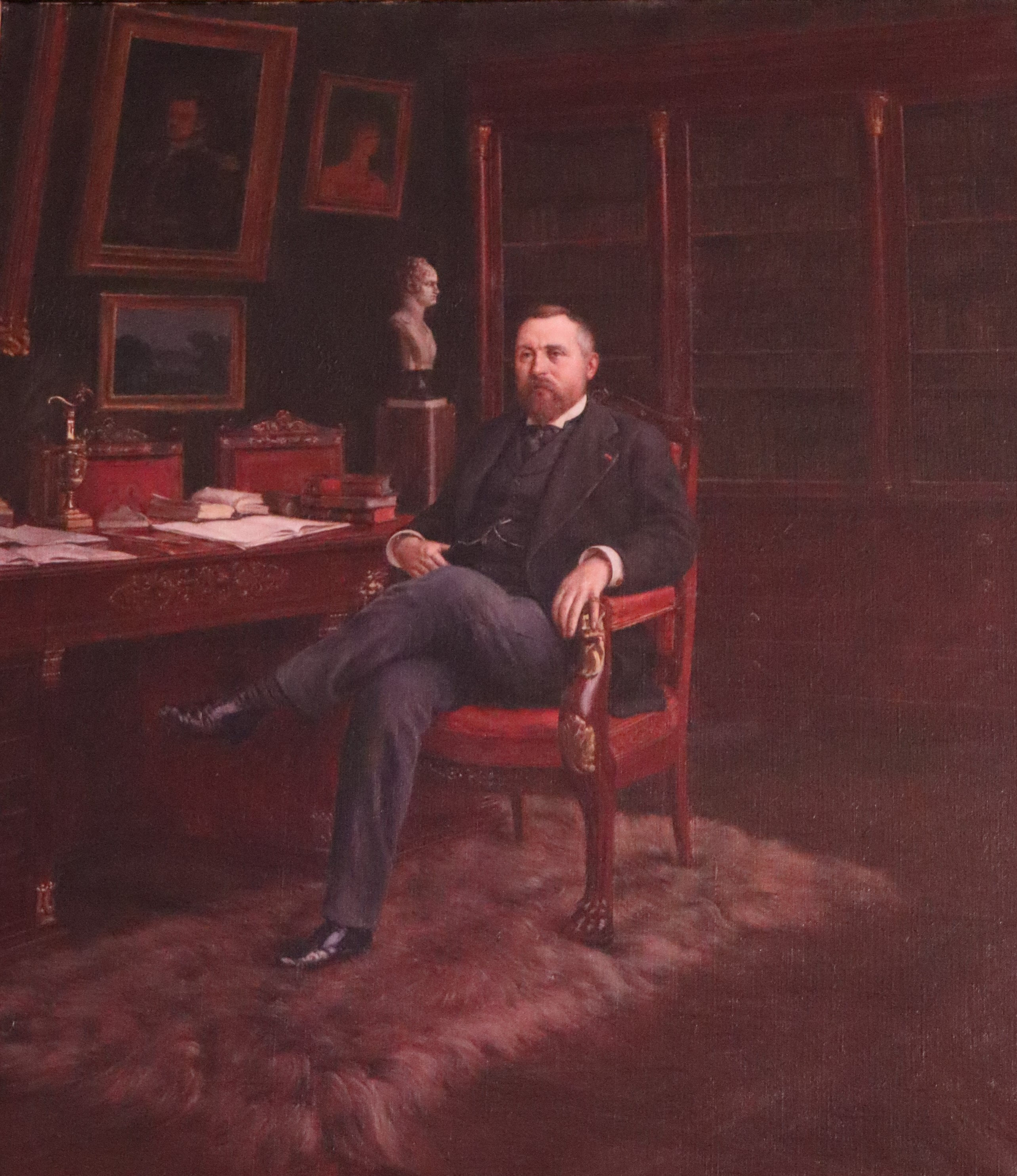
Paul Marmottan in seinem cabinet de travail. Gemälde von Georg von Rosen.

Paul Marmottan war seit 1885 mit Gabrielle Rheims verheiratet. Das Paar ließ sich 1894 scheiden. Er blieb danach unverheiratet und ohne Nachkommen. Bereits zu Lebzeiten unterstützte er rund 20 Museen in ganz Frankreich, darunter das Musée d’Art et d’Histoire in Saint-Denis, das von ihm 140.000 Francs erhielt. Außerdem hinterließ er testamentarisch 100.000 Francs als Preis für ein kunsthistorisches Werk (Paul-Marmottan-Preis) und vermacht seine beiden Wohnsitze sowie die dort aufbewahrten Sammlungen der Académie des beaux-arts (Musée Marmottan-Monet und Marmottan-Bibliothek). Darüber hinaus machte er eine große Spende an die Assistance publique und ermöglicht damit die Gründung des Krankenhauses im 17. Arrondissement, das heute seinen Namen trägt. Am 2. August 1922 wurde er per Dekret des Ministers für öffentliche Bildung zum Ritter der Ehrenlegion ernannt. Paul Marmottan wurde in einer Kapelle auf dem Westfriedhof in Boulogne-Billancourt (6. Division) beigesetzt.

## Veröffentlichungen (Auswahl)
Paul Marmottan begann bereits im Alter von 21 Jahren, seine Forschungen zu veröffentlichen, und hat eine Bibliografie mit über zweihundert Titeln.
- Paul Marmottan, Les Primevères, poésies, Paris, Sandoz et Fischbacher, 1877, 152 p.
- Paul Marmottan, Les Statues de Paris, Paris, H. Laurens, [ca. 1886], 256 p.
- Paul Marmottan, L’École française de peinture (1789-1830), Paris, H. Laurens, 1886, 470 p.
- Paul Marmottan, Les Peintres de la ville de Saint-Omer, depuis le Moyen Âge jusqu’à nos jours, Paris, impr. de E. Plon, Nourrit et Cie, 1888, 43 p.
- Paul Marmottan, Notice historique & critique sur les peintres Louis & François Watteau dits : Watteau de Lille, Lille, impr. de L. Danel, 1889, 89 p.
- Paul Marmottan, Les Peintres de la ville d’Arras, depuis le Moyen Âge jusqu’à nos jours, Paris, impr. de E. Plon, Nourrit et Cie, 1889, V-64 p.
- Paul Marmottan, Catalogue des tableaux et objets d’antiquités du musée de la ville de Condé-sur-Escaut (Nord), Condé-sur-Escaut, au musée, 1890, 24 p.
- Paul Marmottan, Le Général Pierre-Jacques Fromentin 1754–1830, d’après les papiers déposés aux archives de la guerre et d’autres documents inédits, Paris et Valenciennes, Charavey frères et Lemaître, 1890, 59 p.
- Paul Marmottan, Jacques-Albert Gérin, peintre valenciennois du XVIIe siècle : réponse à M. Paul Foucart, Paris et Valenciennes, E. Lechevalier et Lemaître, 1893, VIII-44 p.
- Paul Marmottan, Bonaparte et la république de Lucques, Paris, H. Champion, 1896, IX-132 p.
- Paul Marmottan, Le Royaume d’Étrurie (1801-1807), Paris, P. Ollendorff, 1896, 379 p.
- Marie de Laplace, Lettres de madame de Laplace à Élisa Napoléon, princesse de Lucques et de Piombino, Paris, A. Charles, 1897, 192 p.
- Paul Marmottan, Élisa Bonaparte, Paris, H. Champion, 1898, 317 p.
- Paul Marmottan, Essai sur les peintures d’Épinal et des Vosges, depuis le Moyen Âge jusqu’à nos jours, Paris, G. Rapilly, 1898, 12 p.
- Paul Marmottan, Documents sur le royaume d’Étrurie (1801-1807), Paris, É. Paul, 1900, VIII-80 p.
- Paul Marmottan, Les Arts en Toscane sous Napoléon : la princesse Élisa, Paris, H. Champion, 1901, IV-304 p.
- Paul Marmottan, Voyage de Napoléon et d’Élisa à Venise (1807), Paris, J. Leroy, 1904, 42 p. - in deutscher Übersetzung: Paul Marmottan, Napoleons Einzug in Venedig 1807 - Seine Villa in Stra und seine Residenz in Venedig, Bonn, 2022, ISBN 978-3-947838-11-0
- Paul Marmottan, Sur la protection des animaux dans deux grandes villes d’Allemagne, Berlin et Francfort, rapport présenté à la Société protectrice des animaux de Paris, en octobre 1910, Paris, impr. de G. Gambart, 1910, 23 p.
- Paul Marmottan, Le Palais de Napoléon II à Chaillot, Paris, P. Chéronnet, 1912, 80 p.
- Paul Marmottan, Le Peintre Louis Boilly (1761-1845), Paris, H. Gateau, 1913, IX-297 p.
- Paul Marmottan, Notre frontière naturelle, le Rhin, Paris, H. Floury, 1915, 47 p.
- Paul Marmottan, Portrait de la princesse Élisa Bachiocchi, Lucca, tip. di Baroni, 1915, 6 p.
- Paul Marmottan, Le Palais impérial de Strasbourg, Paris, F. Alcan, 1917, 216 p.
- Paul Marmottan, Une grande marque d’horlogerie française sous Napoléon : Abraham-Louis Breguet, Paris, L. Maretheux, imprimeur, 1923, 35 p.
- Paul Marmottan, Le Paysagisite Nicolas-Didier Boguet, Paris, Gazette des beaux-arts, 1925, 20 p.
- Paul Marmottan, Le Peintre Louis Gauffier, Paris, Gazettes des beaux-arts, 1926, 20 p.
- Paul Marmottan, Les Peintres François et Jacques Sablet, Paris, Gazette des beaux-arts, 1927, 18 p.
- Paul Marmottan, La Jeunesse du peintre Fabre, Paris, Gazettes des beaux-arts, 1927, 21 p.
- Paul Marmottan, Le Style Empire : architecture et décors d’intérieurs, t. IV, Paris, F. Contet, 1927, 12 p.